# برولینو-کوسکی
برولینو-کوسکی (به لهستانی:  Brulino-Koski) یک روستا در لهستان است که در گمینا چژو واقع شده‌است. برولینو-کوسکی ۹۰ نفر جمعیت دارد و ۸ متر بالاتر از سطح دریا واقع شده‌است.